# Soixante-dixième session de l'Assemblée générale des Nations unies
 (août 2025).
La 70e session de l'Assemblée générale des Nations Unies s'ouvre le 15 septembre 2015. Le président de l'Assemblée générale des Nations Unies est issu du Groupe des États d'Europe occidentale et autres. Le thème est « Un nouvel engagement pour l'action ».

## Organisation de la session
Le président du Parlement danois, Mogens Lykketoft, est comme candidat consensuel du WEOG pour présider l'assemblée. Son objectif est de formuler un programme de développement post-2015 axé sur les « objectifs de développement durable », notamment la durabilité environnementale. Parmi ces objectifs figure la Conférence des Nations Unies sur les changements climatiques COP21 à la fin de l'année.
Comme le veut la tradition lors de chaque session de l'Assemblée générale, le Secrétaire général Ban Ki-moon effectue un tirage au sort pour déterminer quel État membre prend la barre au premier siège dans la salle de l'Assemblée générale, les autres États membres suivant selon la traduction anglaise de leur nom, le même ordre est suivi dans les six principaux comités. Pour cette session, Tuvalu est tiré au sort pour occuper le premier siège dans la chambre.

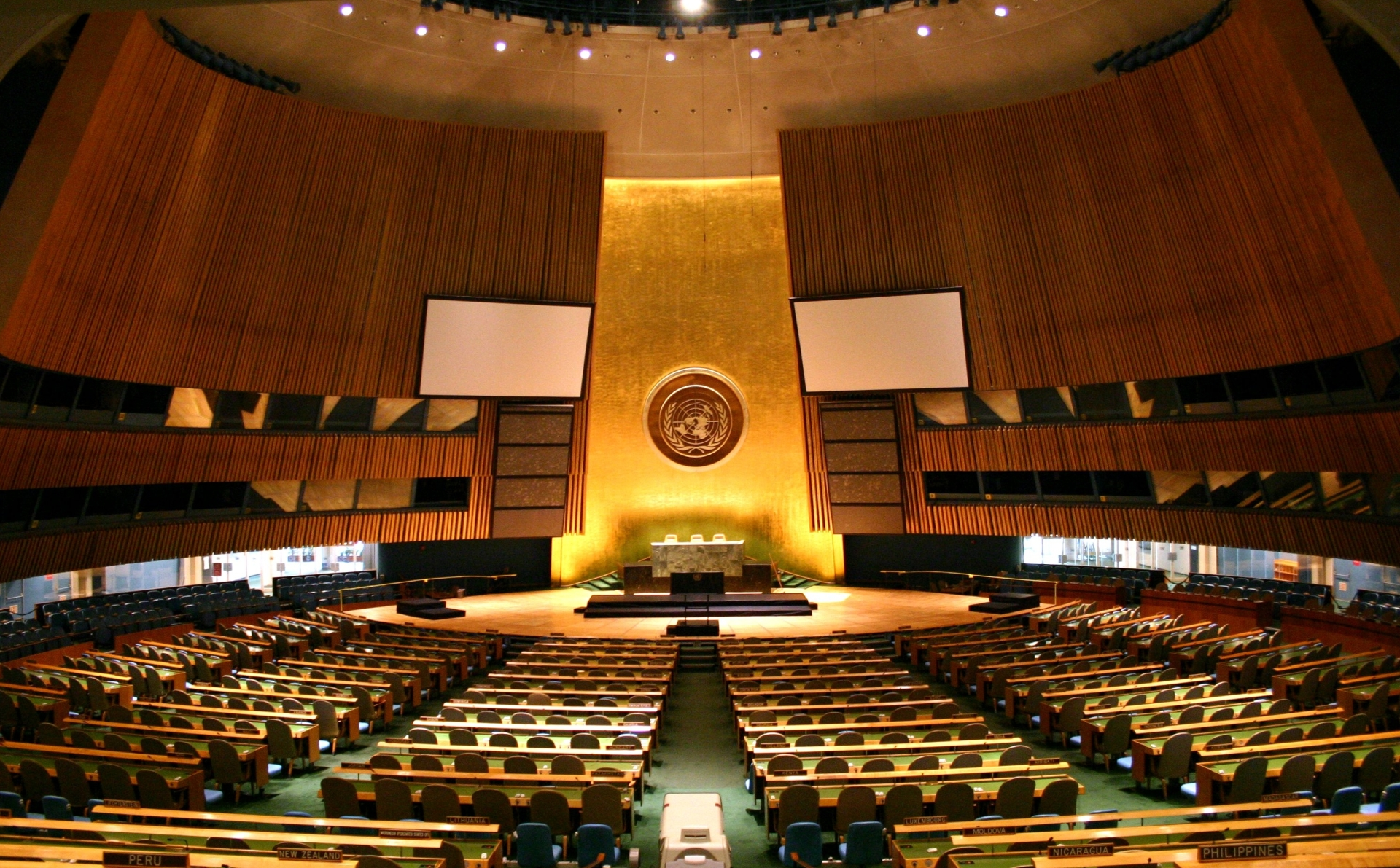
Assemblée des Nations-Unies

Il y avait également dix-neuf vice-présidents de l'Assemblée générale des Nations Unies.

### Président
Le 15 juin 2015, Mogens Lykketoft du Danemark est élu président.

### Comité principale
Les membres suivants sont élus présidents des grandes commissions de la 70e session de l’Assemblée générale des Nations Unies :

#### Première Commission (Désarmement et sécurité internationale)
| nom                                | pays     | poste          |
| ---------------------------------- | -------- | -------------- |
| SEM Karel Jan Gustaaf van Oosterom | Pays-Bas | président      |
| M. Abiodum Richards Adejola        | Nigeria  | Vice-président |
| M. Abdulaziz Alajmi                | Koweit   | Vice-président |
| Mme Lachezara Stoeva               | Bulgarie | Vice-président |
| Mme Tasha Young                    | Bélize   | Journaliste    |

#### Deuxième commission (Économie et finances)
| nom                             | pays      | poste          |
| ------------------------------- | --------- | -------------- |
| Son Excellence M. Andrej Logar  | Slovénie  | président      |
| M. Purnomo Ahmad Chandra        | Indonésie | Vice-président |
| Monsieur Enrique Carrillo Gómez | Paraguay  | Vice-président |
| Monsieur Reinhard Krapp         | Allemagne | Vice-président |
| Mme Chantal Uwizera             | Rwanda    | Journaliste    |

#### Troisième Commission (Culture sociale et humanitaire)
| nom                     | pays      | poste          |
| ----------------------- | --------- | -------------- |
| S.E. M. Omar Hilale     | Maroc     | président      |
| Mme Tamta Kupradze      | Géorgie   | Vice-président |
| M. Shiraz Arif Mohammed | Guyane    | Vice-président |
| M. Greg Dempsey         | Canada    | Vice-président |
| Mme Adèle Li            | Singapour | Journaliste    |

#### Quatrième Commission (Commission des questions politiques spéciales et de la décolonisation)
| nom                     | pays     | poste          |
| ----------------------- | -------- | -------------- |
| S.E. M. Brian Bowler    | Malawi   | président      |
| M. Abdulaziz Aljarralah | Koweit   | Vice-président |
| M. Danijel Medan        | Croatie  | Vice-président |
| M. José Eduardo Proaño  | Équateur | Vice-président |
| Mme Clotilde Ferry      | Monaco   | Journaliste    |

#### Cinquième commission (Budget administratif)
| nom                                       | pays      | poste          |
| ----------------------------------------- | --------- | -------------- |
| Son Excellence, M. Durga Prasad Bhattarai | Népal     | président      |
| M. Bachar Bong Abdallah                   | Tchad     | Vice-président |
| M. Omar Castañeda Solares                 | Guatemala | Vice-président |
| Monsieur Yotam Goren                      | Israël    | Vice-président |
| M. Gert Auväärt                           | Estonie   | Journaliste    |

#### Sixième Commission (Droit)
| nom                                   | pays              | poste          |
| ------------------------------------- | ----------------- | -------------- |
| S.E. M. Eden Charles                  | Trinité-et-Tobago | président      |
| Mme Natalie Y. Morris-Sharma          | Singapour         | Vice-président |
| M. Andreas Motzfeldt Kravik           | Norvège           | Vice-président |
| M. Boris Holovka                      | Serbie            | Vice-président |
| M. Idrees Mohammed Ali Mohammed Saeed | Soudan            | Journaliste    |

## Débat général
Le débat général se déroule du 28 septembre au 3 octobre, à l'exception du dimanche intermédiaire.
L'ordre des orateurs est donné en premier aux États membres, puis aux États observateurs et aux organismes supranationaux. Les autres entités observatrices ont la possibilité de prendre la parole à la fin du débat, si elles le souhaitent. Les orateurs sont inscrits sur la liste selon l'ordre de leur demande, une attention particulière étant accordée aux ministres et autres responsables gouvernementaux de rang similaire ou supérieur. Conformément au règlement du débat général, les déclarations doivent être rédigées dans l'une des langues officielles des Nations Unies (arabe, chinois, anglais, français, russe ou espagnol) et sont traduites par les traducteurs des Nations Unies. Chaque orateur est prié de fournir à l'avance 20 exemplaires de ses déclarations aux responsables de la conférence afin de faciliter la traduction et de les présenter à la tribune. Les interventions doivent être limitées à cinq minutes, dont sept minutes pour les organismes supranationaux. Le président Mogens Lykketoft a choisi le thème du débat comme suit : « Les Nations Unies ont 70 ans : la voie à suivre pour la paix, la sécurité et les droits de l'homme ». 

### 28 septembre
- Le Secrétaire général des Nations Unies, Ban Ki-moon
- Nations Unies, Mogens Lykketoft, Président de l'Assemblée générale des Nations Unies (Discours d'ouverture)
- La présidente brésilienne Dilma Rousseff
- Le président des États-Unis Barack Obama
- Le président Xi Jinping de la République populaire de Chine (il s'agissait de son premier discours lors du débat général à l'Assemblée générale des Nations Unies)
- Le président russe Vladimir Poutine (participant pour la première fois depuis 2005)
- La présidente Park Geun-hye de la République de Corée

### 29 septembre
- Le Premier ministre japonais Shinzo Abe
- Philip Hammond, secrétaire britannique aux Affaires étrangères et au Commonwealth

### 1er octobre
- Ministre des Affaires étrangères de la République populaire démocratique de Corée, Lee Yong-ho

## Résolutions
Les résolutions ont été présentées à l’Assemblée générale des Nations Unies entre octobre 2015 et l’été 2016.
| Numéro de résolution | Date d'adoption   | Assemblée générale et comités | Point à l'ordre du jour | Votez (oui/non/abstention) | Possibilité | thème |
| -------------------- | ----------------- | ----------------------------- | ----------------------- | -------------------------- | ----------- | --- |
| A/RES/70/1           | 25 septembre 2015 | Séance plénière               | 15 et 16                | Pas de vote                | Établi      | Transformer notre monde : le Programme de développement durable à l'horizon 2030                                                                         |
| A/RES/70/2           | 12 octobre 2015   | 5e Commission                 | 138                     | Pas de vote                | Établi      | Barème des quotes-parts pour la répartition des dépenses de l'Organisation des Nations Unies : demandes présentées au titre de l'Article 19 de la Charte |
| A/RES/70/3           | 23 octobre 2015   | Séance plénière               | 122                     | Pas de vote                | Établi      | Déclaration à l'occasion du soixante-dixième anniversaire des Nations Unies                                                                              |
| A/RES/70/4           | 26 octobre 2015   | Séance plénière               | 12                      | Pas de vote                | Établi      | Construire un monde pacifique et meilleur grâce au sport et à l'idéal olympique                                                                          |
| A/RES/70/5           | 27 octobre 2015   | Séance plénière               | 42                      | 191/2/0                    | Établi      | Nécessité de lever l'embargo économique, commercial et financier imposé par les États-Unis d'Amérique à Cuba                                             |
| A/RES/70/40          | 7 décembre 2015   | 1er comité                    | 97(aa)                  | 166/3/16                   | Établi      | Action commune en faveur de l’abolition des armes nucléaires avec une détermination renouvelée                                                           |
| A/RES/70/169         | 17 décembre 2015  | Troisième commission          | 72(b)                   | Pas de vote                | Établi      | Le droit humain à l'eau potable et à l'assainissement |
| A/RES/70/172         | 17 décembre 2015  | Troisième commission          | 72(c)                   | 119/19/48                  | Établi      | Situation des droits de l'homme en République populaire démocratique de Corée                                                                            |
| A/RES/70/173         | 17 décembre 2015  | Troisième commission          | 72(c)                   | 81/37/67                   | Établi      | Situation des droits de l'homme en République islamique d'Iran                                                                                           |
| A/RES/70/193         | 22 décembre 2015  | 2e commission                 | 20                      | Pas de vote                | Établi      | 2017 Année internationale du tourisme durable pour le développement                                                                                      |
| A/RES/70/203         | 22 décembre 2015  | 2e commission                 | 20(c)                   | Pas de vote                | Établi      | Journée mondiale du tsunami |
| A/RES/70/212         | 22 décembre 2015  | 2e commission                 | 22(b)                   | Pas de vote                | Établi      | Journée internationale des femmes et des filles de science                                                                                               |
| A/RES/70/233         | 23 décembre 2015  | Troisième commission          | 72(c)                   | Pas de vote                | Établi      | Situation des droits de l'homme au Myanmar |
| A/RES/70/234         | 23 décembre 2015  | Troisième commission          | 72(c)                   | 104/13/37                  | Établi      | Situation des droits de l'homme en République arabe syrienne                                                                                             |
| A/RES/70/305         | 13 septembre 2016 | Séance plénière               | 120                     | Pas de vote                | Établi      | Revitalisation des travaux de l'Assemblée générale |

## Élections
L'élection des membres non permanents du Conseil de sécurité pour 2016-2017 a lieu le 15 octobre 2015, au cours de laquelle l'Égypte, le Sénégal, l'Uruguay, le Japon et l'Ukraine sont élus pour remplacer les membres sortants Tchad, Nigéria, Chili, Jordanie et Lituanie, respectivement. L'élection des membres non permanents pour 2017-2018 a également lieu lors de cette session de l'Assemblée générale, conformément à la résolution 68/307, qui modifie le cycle électoral du Conseil de sécurité d'octobre à juin. L'élection des membres non permanents du Conseil de sécurité pour 2017-2018 a lieu le 28 juin 2016, au cours de laquelle l'Angola, la Malaisie, le Venezuela, la Nouvelle-Zélande et l'Espagne sont remplacés par l'Éthiopie, le Kazakhstan, la Bolivie, la Suède et l'Italie/les Pays-Bas (qui acceptent de diviser le mandat sur un an chacun, l'Italie commençant en premier).
Une élection a lieu pour choisir 18 membres du Conseil des droits de l’homme des Nations Unies pour un mandat de trois ans.
Durant cette session, l'Inde accueille à New York un sommet des dirigeants du G4, dont l'ordre du jour principal est la réforme du Conseil de sécurité de l'ONU. Récemment, l'Assemblée générale des Nations Unies  adopte finalement, après plus de vingt ans, un document qui servira de base aux discussions officielles sur cette question.